# Little Stretton (Leicestershire)
Little Stretton – wieś w Anglii, w hrabstwie Leicestershire, w dystrykcie Harborough. Leży 10 km na południowy wschód od miasta Leicester i 136 km na północny zachód od Londynu.